# Biografielijst Hn

## Hna
- Hnabi (±705-788), hertog van de Alemannen

## Hni
- Jacques Hnizdovsky (1915-1985), Oekraïens-Amerikaans kunstschilder, prentenmaker, beeldhouwer, ex-libris-ontwerper en illustrator